# Kristina Mladenovic
Kristina Mladenovic, serb. Kristina Mladenović (ur. 14 maja 1993 w Saint-Pol-sur-Mer) – francuska tenisistka pochodzenia serbskiego, mistrzyni French Open 2016, 2019, 2020 i 2022 oraz Australian Open 2018 i 2020 w grze podwójnej, finalistka Wimbledonu 2014 oraz US Open 2016 i 2018 w tej konkurencji, triumfatorka Wimbledonu 2013, Australian Open 2014 i 2022 oraz finalistka French Open 2013 i Australian Open 2015 w grze mieszanej, zdobywczyni Pucharu Hopmana 2017, liderka rankingu deblowego WTA.

## Kariera tenisowa
Jest tenisistką praworęczną z oburęcznym backhandem. Największym juniorskim sukcesem Mladenovic jest wygrana we French Open w grze pojedynczej dziewcząt w 2009 roku. Pokonała w finale Darję Gawriłową 6:3, 6:2.
W grze pojedynczej Francuzka zwyciężyła w turnieju rangi WTA 125K series rozgrywanym w 2012 roku w Tajpej. W finale pokonała Chang Kai-chen 6:4, 6:3. Dwa lata później w zawodach tej samej rangi w Limoges przegrała 6:7(4), 5:7 z Terezą Smitkovą. W maju 2015 roku uczestniczyła w finale zawodów WTA w Strasburgu, w którym przegrała.
Na początku czerwca 2013 roku Mladenovic w parze z Danielem Nestorem osiągnęła finał wielkoszlemowego French Open w grze mieszanej. W decydującym spotkaniu zawodnicy musieli uznać wyższość Lucie Hradeckiej i Františka Čermáka, z którymi przegrali 6:1, 4:6, 6–10. Miesiąc później mikst triumfował na kortach Wimbledonu. W meczu mistrzowskim pokonali najwyżej rozstawionych Lisę Raymond i Bruno Soaresa 5:7, 6:2, 8:6. W styczniu 2014 mikst odniósł zwycięstwo w zawodach w Melbourne. W spotkaniu decydującym o wygranej pokonali Sanię Mirzę i Horię Tecău 6:3, 6:2. Rok później obrońcy tytułu z Australii ponownie awansowali do finału, tym razem przegrywając w nim 4:6, 3:6 z Martiną Hingis i Leanderem Paesem. W 2022 roku Francuzka oraz Ivan Dodig triumfowali w rozgrywkach mikstowych w Australian Open, pokonując w meczu finałowym Jaimee Fourlis i Jasona Kublera 6:3, 6:4.
Najlepszymi wynikami Mladenovic w turniejach zaliczanych do Wielkiego Szlema były ćwierćfinał US Open 2015 i French Open 2017 w grze pojedynczej, zwycięstwo we French Open w 2016, 2019, 2020 i 2022 roku oraz w Australian Open w 2018 i 2020 roku w grze podwójnej, a także zwycięstwo na Wimbledonie 2013 i Australian Open w 2014 i 2022 roku w grze mieszanej.
Najwyżej w rankingu singlistek była notowana na 10. miejscu 23 października 2017 roku, po sensacyjnym przegraniu dziesięciu kolejnych meczów. 1 stycznia 2018 roku ustanowiła rekord wszech czasów, przegrywając trzynaście kolejnych spotkań na poziomie WTA bez żadnego innego zwycięstwa (np. na poziomie ITF) pomiędzy tymi porażkami. W zestawieniu deblistek kilkukrotnie zajmowała pierwsze miejsce.

## Historia występów wielkoszlemowych
Legenda
     W, wygrany turniej
     F, przegrana w finale
     SF, przegrana w półfinale
     QF, przegrana w ćwierćfinale
     xR, przegrana w x rundzie
     Qx, przegrana w x rundzie kwalifikacji
     A, brak startu
     NH, turniej nie odbył się

### Występy w grze pojedynczej
| Australian Open        | A    | 1R  | Q3  | Q1  | Q2 | 2R | 1R | 2R | 3R | 1R | 1R | 1R | 1R | 3R | 1R  | Q3  | A   | Q2 | 0 / 11 | 6 – 11  |  |  |  |  |  |  |
| French Open            | A    | 1R  | 1R  | 1R  | 1R | 2R | 3R | 3R | 3R | QF | 1R | 2R | 1R | 2R | 1R  | 1R  | 1R  |    | 0 / 16 | 13 – 16 |  |  |  |  |  |  |
| Wimbledon              | A    | A   | A   | A   | 1R | 1R | 1R | 3R | 1R | 2R | 3R | 2R | NH | 1R | 1R  | Q1  | Q1  |    | 0 / 10 | 6 – 10  |  |  |  |  |  |  |
| US Open                | A    | 1R  | A   | Q2  | 3R | 2R | 1R | QF | 2R | 1R | 2R | 2R | 2R | 1R | Q1  | Q1  | Q2  |    | 0 / 11 | 11 – 11 |  |  |  |  |  |  |
|                        |      |     |     |     |    |    |    |    |    |    |    |    |    |    |     |     |     |    |        |         |  |  |  |  |  |  |
| Ranking na koniec roku | 1005 | 202 | 354 | 183 | 76 | 56 | 81 | 29 | 41 | 11 | 44 | 40 | 49 | 92 | 112 | 249 | 199 |    | 0 / 48 | 36 – 48 |  |  |  |  |  |  |

### Występy w grze podwójnej
| Australian Open        | A  | A   | A   | A   | 3R | 1R | 2R | 2R | 3R | SF | W  | F  | W  | A  | 2R | 2R | QF | QF | 2 / 13 | 35 – 11  |  |  |  |  |  |  |  |
| French Open            | 1R | 1R  | 1R  | 2R  | 2R | QF | 3R | 2R | W  | 3R | QF | W  | W  | A  | W  | 2R | A  |    | 4 / 15 | 38 – 11  |  |  |  |  |  |  |  |
| Wimbledon              | A  | A   | A   | A   | 2R | 2R | F  | SF | QF | QF | QF | SF | NH | 1R | A  | A  | 3R |    | 0 / 10 | 25 – 10  |  |  |  |  |  |  |  |
| US Open                | A  | A   | A   | A   | 2R | 3R | 1R | 3R | F  | 3R | F  | QF | 2R | A  | QF | A  | F  |    | 0 / 11 | 29 – 10  |  |  |  |  |  |  |  |
|                        |    |     |     |     |    |    |    |    |    |    |    |    |    |    |    |    |    |    |        |          |  |  |  |  |  |  |  |
| Ranking na koniec roku | –  | 530 | 270 | 100 | 28 | 19 | 17 | 9  | 2  | 26 | 3  | 2  | 3  | 24 | 18 | 70 | 26 |    | 6 / 49 | 127 – 42 |  |  |  |  |  |  |  |

### Występy w grze mieszanej
| Australian Open | A | A | A  | A | A | A  | W  | F  | A  | A | A  | 2R | A  | A | W  | 2R | A | 1R | 2 / 6  | 16 – 4  |  |  |  |  |  |  |  |
| French Open     | A | A | 1R | A | A | F  | QF | 2R | SF | A | 2R | A  | NH | A | A  | A  | A |    | 0 / 6  | 11 – 6  |  |  |  |  |  |  |  |
| Wimbledon       | A | A | A  | A | A | W  | SF | QF | A  | A | A  | A  | NH | A | A  | A  | A |    | 1 / 3  | 10 – 2  |  |  |  |  |  |  |  |
| US Open         | A | A | A  | A | A | SF | 1R | A  | A  | A | A  | A  | NH | A | 1R | A  | A |    | 0 / 3  | 3 – 3   |  |  |  |  |  |  |  |
|                 |   |   |    |   |   |    |    |    |    |   |    |    |    |   |    |    |   |    |        |         |  |  |  |  |  |  |  |
|                 |   |   |    |   |   |    |    |    |    |   |    |    |    |   |    |    |   |    | 3 / 18 | 40 – 15 |  |  |  |  |  |  |  |

## Finały turniejów WTA
| Legenda                     | Legenda |
| --------------------------- | ------- |
| Wielki Szlem                |         |
| Igrzyska olimpijskie        |         |
| WTA Tour Championships      |         |
| 2009 – 2020                 |         |
| WTA Premier Mandatory       |         |
| WTA Premier 5               |         |
| WTA Premier                 |         |
| WTA International Series    |         |
| WTA 125K series (2012–2020) |         |
| od 2021                     |         |
| WTA 1000 (obowiązkowe)      |         |
| WTA 1000 (nieobowiązkowe)   |         |
| WTA 500                     |         |
| WTA 250                     |         |
| WTA 125                     |         |

### Gra pojedyncza 8 (1–7)
| Końcowy wynik | Nr | Data                 | Turniej          | Nawierzchnia   | Przeciwniczka      | Wynik finału     |
| ------------- | -- | -------------------- | ---------------- | -------------- | ------------------ | ---------------- |
| Finalistka    | 1. | 23 maja 2015         | Strasburg        | Ceglana        | Samantha Stosur    | 6:3, 2:6, 3:6    |
| Finalistka    | 2. | 12 czerwca 2016      | ’s-Hertogenbosch | Trawiasta      | Coco Vandeweghe    | 5:7, 5:7         |
| Finalistka    | 3. | 16 października 2016 | Hongkong         | Twarda         | Caroline Wozniacki | 1:6, 7:6(4), 2:6 |
| Zwyciężczyni  | 1. | 5 lutego 2017        | Petersburg       | Twarda (hala)  | Julija Putincewa   | 6:2, 6:7(3), 6:4 |
| Finalistka    | 4. | 4 marca 2017         | Acapulco         | Twarda         | Łesia Curenko      | 1:6, 5:7         |
| Finalistka    | 5. | 30 kwietnia 2017     | Stuttgart        | Ceglana (hala) | Laura Siegemund    | 1:6, 6:2, 6:7(5) |
| Finalistka    | 6. | 13 maja 2017         | Madryt           | Ceglana        | Simona Halep       | 5:7, 7:6(5), 2:6 |
| Finalistka    | 7. | 4 lutego 2018        | Petersburg       | Twarda (hala)  | Petra Kvitová      | 1:6, 2:6         |

### Gra podwójna 46 (28–18)
| Końcowy wynik | Nr  | Data                 | Turniej          | Nawierzchnia    | Partnerka            | Przeciwniczki                          | Wynik finału         |
| ------------- | --- | -------------------- | ---------------- | --------------- | -------------------- | -------------------------------------- | -------------------- |
| Finalistka    | 1.  | 12 czerwca 2011      | Kopenhaga        | Twarda (hala)   | Katarzyna Piter      | Johanna Larsson Jasmin Wöhr            | 3:6, 3:6             |
| Zwyciężczyni  | 1.  | 12 sierpnia 2012     | Montreal         | Twarda          | Klaudia Jans-Ignacik | Nadieżda Pietrowa Katarina Srebotnik   | 7:5, 2:6, 10–7       |
| Zwyciężczyni  | 2.  | 16 września 2012     | Québec           | Dywanowa (hala) | Tatjana Malek        | Alicja Rosolska Heather Watson         | 7:6(5), 6:7(6), 10–7 |
| Zwyciężczyni  | 3.  | 23 lutego 2013       | Memphis          | Twarda (hala)   | Galina Woskobojewa   | Sofia Arvidsson Johanna Larsson        | 7:6(5), 6:3          |
| Zwyciężczyni  | 4.  | 7 kwietnia 2013      | Charleston       | Ceglana         | Lucie Šafářová       | Andrea Hlaváčková Liezel Huber         | 6:3, 7:6(6)          |
| Finalistka    | 2.  | 28 kwietnia 2013     | Marrakesz        | Ceglana         | Petra Martić         | Tímea Babos Mandy Minella              | 3:6, 1:6             |
| Zwyciężczyni  | 5.  | 4 maja 2013          | Oeiras           | Ceglana         | Chan Hao-ching       | Darija Jurak Katalin Marosi            | 7:6(3), 6:2          |
| Zwyciężczyni  | 6.  | 13 lipca 2013        | Palermo          | Ceglana         | Katarzyna Piter      | Karolína Plíšková Kristýna Plíšková    | 6:1, 5:7, 10–8       |
| Zwyciężczyni  | 7.  | 13 października 2013 | Osaka            | Twarda          | Flavia Pennetta      | Samantha Stosur Zhang Shuai            | 6:4, 6:3             |
| Finalistka    | 3.  | 4 stycznia 2014      | Brisbane         | Twarda          | Galina Woskobojewa   | Ałła Kudriawcewa Anastasija Rodionowa  | 3:6, 1:6             |
| Finalistka    | 4.  | 2 lutego 2014        | Paryż            | Twarda (hala)   | Tímea Babos          | Anna-Lena Grönefeld Květa Peschke      | 7:6(7), 4:6, 5–10    |
| Zwyciężczyni  | 8.  | 2 marca 2014         | Acapulco         | Twarda          | Galina Woskobojewa   | Petra Cetkovská Iveta Melzer           | 6:3, 2:6, 10–5       |
| Finalistka    | 5.  | 20 czerwca 2014      | ’s-Hertogenbosch | Trawiasta       | Michaëlla Krajicek   | Marina Erakovic Arantxa Parra Santonja | 6:0, 6:7(5), 8–10    |
| Finalistka    | 6.  | 5 lipca 2014         | Wimbledon        | Trawiasta       | Tímea Babos          | Sara Errani Roberta Vinci              | 1:6, 3:6             |
| Finalistka    | 7.  | 17 sierpnia 2014     | Cincinnati       | Twarda          | Tímea Babos          | Raquel Kops-Jones Abigail Spears       | 1:6, 0:2 krecz       |
| Zwyciężczyni  | 9.  | 21 lutego 2015       | Dubaj            | Twarda          | Tímea Babos          | Garbiñe Muguruza Carla Suárez Navarro  | 6:3, 6:2             |
| Zwyciężczyni  | 10. | 1 maja 2015          | Marrakesz        | Ceglana         | Tímea Babos          | Laura Siegemund Maryna Zanewśka        | 6:1, 7:6(5)          |
| Zwyciężczyni  | 11. | 17 maja 2015         | Rzym             | Ceglana         | Tímea Babos          | Martina Hingis Sania Mirza             | 6:4, 6:3             |
| Zwyciężczyni  | 12. | 8 sierpnia 2015      | Waszyngton       | Twarda          | Belinda Bencic       | Lara Arruabarrena Andreja Klepač       | 7:5, 7:6(7)          |
| Finalistka    | 8.  | 15 stycznia 2016     | Sydney           | Twarda          | Caroline Garcia      | Martina Hingis Sania Mirza             | 6:1, 5:7, 5–10       |
| Finalistka    | 9.  | 20 lutego 2016       | Dubaj            | Twarda          | Caroline Garcia      | Chuang Chia-jung Darija Jurak          | 4:6, 4:6             |
| Zwyciężczyni  | 13. | 10 kwietnia 2016     | Charleston       | Ceglana         | Caroline Garcia      | Bethanie Mattek-Sands Lucie Šafářová   | 6:2, 7:5             |
| Zwyciężczyni  | 14. | 24 kwietnia 2016     | Stuttgart        | Ceglana (hala)  | Caroline Garcia      | Martina Hingis Sania Mirza             | 2:6, 6:1, 10–6       |
| Zwyciężczyni  | 15. | 7 maja 2016          | Madryt           | Ceglana         | Caroline Garcia      | Martina Hingis Sania Mirza             | 6:4, 6:4             |
| Zwyciężczyni  | 16. | 5 czerwca 2016       | French Open      | Ceglana         | Caroline Garcia      | Jekatierina Makarowa Jelena Wiesnina   | 6:3, 2:6, 6:4        |
| Finalistka    | 10. | 11 września 2016     | US Open          | Twarda          | Caroline Garcia      | Bethanie Mattek-Sands Lucie Šafářová   | 6:2, 6:7(5), 4:6     |
| Finalistka    | 11. | 9 października 2016  | Pekin            | Twarda          | Caroline Garcia      | Bethanie Mattek-Sands Lucie Šafářová   | 4:6, 4:6             |
| Zwyciężczyni  | 17. | 26 stycznia 2018     | Australian Open  | Twarda          | Tímea Babos          | Jekatierina Makarowa Jelena Wiesnina   | 6:4, 6:3             |
| Finalistka    | 12. | 12 maja 2018         | Madryt           | Ceglana         | Tímea Babos          | Jekatierina Makarowa Jelena Wiesnina   | 6:2, 4:6, 8–10       |
| Zwyciężczyni  | 18. | 24 czerwca 2018      | Birmingham       | Trawiasta       | Tímea Babos          | Elise Mertens Demi Schuurs             | 4:6, 6:3, 10–8       |
| Finalistka    | 13. | 9 września 2018      | US Open          | Twarda          | Tímea Babos          | Ashleigh Barty Coco Vandeweghe         | 6:3, 6:7(2), 6:7(6)  |
| Zwyciężczyni  | 19. | 28 października 2018 | Singapur         | Twarda (hala)   | Tímea Babos          | Barbora Krejčíková Kateřina Siniaková  | 6:4, 7:5             |
| Finalistka    | 14. | 25 stycznia 2019     | Australian Open  | Twarda          | Tímea Babos          | Samantha Stosur Zhang Shuai            | 3:6, 4:6             |
| Zwyciężczyni  | 20. | 28 kwietnia 2019     | Stambuł          | Ceglana         | Tímea Babos          | Alexa Guarachi Sabrina Santamaria      | 6:1, 6:0             |
| Zwyciężczyni  | 21. | 8 czerwca 2019       | French Open      | Ceglana         | Tímea Babos          | Duan Yingying Zheng Saisai             | 6:2, 6:3             |
| Zwyciężczyni  | 22. | 3 listopada 2019     | Shenzhen         | Twarda (hala)   | Tímea Babos          | Hsieh Su-wei Barbora Strýcová          | 6:1, 6:3             |
| Zwyciężczyni  | 23. | 31 stycznia 2020     | Australian Open  | Twarda          | Tímea Babos          | Hsieh Su-wei Barbora Strýcová          | 6:2, 6:1             |
| Zwyciężczyni  | 24. | 11 października 2020 | French Open      | Ceglana         | Tímea Babos          | Alexa Guarachi Desirae Krawczyk        | 6:4, 7:5             |
| Finalistka    | 15. | 16 maja 2021         | Rzym             | Ceglana         | Markéta Vondroušová  | Sharon Fichman Giuliana Olmos          | 6:4, 5:7, 5–10       |
| Zwyciężczyni  | 25. | 5 czerwca 2022       | French Open      | Ceglana         | Caroline Garcia      | Coco Gauff Jessica Pegula              | 2:6, 6:3, 6:2        |
| Zwyciężczyni  | 26. | 16 lipca 2022        | Lozanna          | Ceglana         | Olga Danilović       | Ulrikke Eikeri Tamara Zidanšek         | walkower             |
| Zwyciężczyni  | 27. | 25 września 2022     | Seul             | Twarda          | Yanina Wickmayer     | Asia Muhammad Sabrina Santamaria       | 6:3, 6:2             |
| Zwyciężczyni  | 28. | 9 października 2022  | Monastyr         | Twarda          | Kateřina Siniaková   | Miyu Katō Angela Kulikov               | 6:2, 6:0             |
| Finalistka    | 16. | 12 stycznia 2024     | Adelaide         | Twarda          | Caroline Garcia      | Beatriz Haddad Maia Taylor Townsend    | 5:7, 3:6             |
| Finalistka    | 17. | 6 września 2024      | US Open          | Twarda          | Zhang Shuai          | Ludmyła Kiczenok Jeļena Ostapenko      | 4:6, 3:6             |
| Finalistka    | 18. | 8 lutego 2025        | Abu Zabi         | Twarda          | Zhang Shuai          | Jeļena Ostapenko Ellen Perez           | 2:6, 1:6             |

### Gra mieszana 5 (3–2)
| Końcowy wynik | Nr | Data             | Turniej         | Nawierzchnia | Partner       | Przeciwnicy                     | Wynik finału   |
| ------------- | -- | ---------------- | --------------- | ------------ | ------------- | ------------------------------- | -------------- |
| Finalistka    | 1. | 6 czerwca 2013   | French Open     | Ceglana      | Daniel Nestor | Lucie Hradecká František Čermák | 6:1, 4:6, 6–10 |
| Zwyciężczyni  | 1. | 7 lipca 2013     | Wimbledon       | Trawiasta    | Daniel Nestor | Lisa Raymond Bruno Soares       | 5:7, 6:2, 8:6  |
| Zwyciężczyni  | 2. | 26 stycznia 2014 | Australian Open | Twarda       | Daniel Nestor | Sania Mirza Horia Tecău         | 6:3, 6:2       |
| Finalistka    | 2. | 1 lutego 2015    | Australian Open | Twarda       | Daniel Nestor | Martina Hingis Leander Paes     | 4:6, 3:6       |
| Zwyciężczyni  | 3. | 28 stycznia 2022 | Australian Open | Twarda       | Ivan Dodig    | Jaimee Fourlis Jason Kubler     | 6:3, 6:4       |

## Finały turniejów WTA 125

### Gra pojedyncza 3 (1–2)
| Końcowy wynik | Nr | Data             | Turniej | Nawierzchnia    | Przeciwniczka   | Wynik finału |
| ------------- | -- | ---------------- | ------- | --------------- | --------------- | ------------ |
| Zwyciężczyni  | 1. | 4 listopada 2012 | Tajpej  | Dywanowa (hala) | Chang Kai-chen  | 6:4, 6:3     |
| Finalistka    | 1. | 9 listopada 2014 | Limoges | Twarda (hala)   | Tereza Smitková | 6:7(4), 5:7  |
| Finalistka    | 2. | 26 grudnia 2021  | Seul    | Twarda (hala)   | Zhu Lin         | 0:6, 4:6     |

### Gra podwójna 6 (3–3)
| Końcowy wynik | Nr | Data              | Turniej | Nawierzchnia    | Partnerka           | Przeciwniczki                      | Wynik finału   |
| ------------- | -- | ----------------- | ------- | --------------- | ------------------- | ---------------------------------- | -------------- |
| Zwyciężczyni  | 1. | 4 listopada 2012  | Tajpej  | Dywanowa (hala) | Chan Hao-ching      | Chang Kai-chen Wolha Hawarcowa     | 5:7, 6:2, 10–8 |
| Finalistka    | 1. | 9 listopada 2014  | Limoges | Twarda (hala)   | Tímea Babos         | Kateřina Siniaková Renata Voráčová | 6:2, 2:6, 5–10 |
| Zwyciężczyni  | 2. | 14 maja 2022      | Paryż   | Ceglana         | Beatriz Haddad Maia | Miyu Katō Oksana Kalasznikowa      | 5:7, 6:4, 10–4 |
| Finalistka    | 2. | 20 kwietnia 2024  | Oeiras  | Ceglana         | Harriet Dart        | Francisca Jorge Matilde Jorge      | 0:6, 4:6       |
| Zwyciężczyni  | 3. | 9 listopada 2024  | Cali    | Ceglana         | Veronika Erjavec    | Tara Würth Katarina Zawacka        | 6:2, 7:6(4)    |
| Finalistka    | 3. | 22 listopada 2024 | Colina  | Ceglana         | Léolia Jeanjean     | Nina Stojanović Majar Szarif       | walkower       |

## Występy w Turnieju Mistrzyń

### W grze pojedynczej
| Rok  | Rezultat                              | Przeciwniczka                         | Wynik                                 |
| 2017 | zawodniczka rezerwowa (nie wystąpiła) | zawodniczka rezerwowa (nie wystąpiła) | zawodniczka rezerwowa (nie wystąpiła) |

### W grze podwójnej
| Rok  | Rezultat              | Partnerka       | Przeciwniczki                                                                                | Wynik                         |
| 2015 | Faza grupowa          | Tímea Babos     | Martina Hingis Sania Mirza Raquel Kops-Jones Abigail Spears Andrea Hlaváčková Lucie Hradecká | 4:6, 5:7 7:6(5), 6:2 2:6, 1:6 |
| 2016 | Półfinał              | Caroline Garcia | Lucie Šafářová Bethanie Mattek-Sands                                                         | 3:6, 5:7                      |
| 2018 | Zwycięstwo            | Tímea Babos     | Barbora Krejčíková Kateřina Siniaková                                                        | 6:4, 7:5                      |
| 2019 | Zwycięstwo            | Tímea Babos     | Hsieh Su-wei Barbora Strýcová                                                                | 6:1, 6:3                      |
| 2022 | Zawodniczki rezerwowe | Caroline Garcia | nie wystąpiły                                                                                | nie wystąpiły                 |

## Występy w Turnieju WTA Elite Trophy

### W grze pojedynczej
| Rok  | Rezultat                              | Przeciwniczka                         | Wynik                                 |
| 2015 | zawodniczka rezerwowa (nie wystąpiła) | zawodniczka rezerwowa (nie wystąpiła) | zawodniczka rezerwowa (nie wystąpiła) |
| 2017 | Faza grupowa                          | Julia Görges Magdaléna Rybáriková     | 2:6, 6:7(4) 5:7, 6:1, 6:7(5)          |

## Historia występów w turniejach WTA
| W  | = zwycięstwo                   |
| F  | = finał                        |
| SF | = półfinał                     |
| QF | = ćwierćfinał                  |
| xR | = x runda (x – numer rundy)    |
| LQ | = odpadła w kwalifikacjach     |
| A  | = nie uczestniczyła w turnieju |
| NH | = turniej nie odbywał się      |

| a    | Uwzględniono tylko mecze rozegrane w głównej drabince turnieju.                                                                                     |
| b    | Uwzględniono tylko turnieje, w których zawodniczka wystąpiła.                                                                                       |
|      | |
| c    | Statystyki całej kariery uwzględniają wyniki w turniejach WTA, ITF, kwalifikacjach do tych turniejów oraz spotkania rozegrane w Pucharze Federacji. |
|      | |
| Q    | Do turnieju głównego dostała się przez kwalifikacje.                                                                                                |
| P5   | Turniej w danym roku miał rangę WTA Premier 5. |
| P    | Turniej w danym roku miał rangę WTA Premier |
| 1000 | Turniej w danym roku miał rangę WTA 1000. |
| 500  | Turniej w danym roku miał rangę WTA 500. |

### W grze pojedynczej
| WTA Finals        | WTA Finals        | A             | A             | A             | A             | A             | A             | A             | A             | A             | Alt           | A             | A             | NH            | A             | A             | A             | A   |    | 0 / 0  | 0 – 0   |
| Turnieje WTA 1000 |                   |               |               |               |               |               |               |               |               |               |               |               |               |               |               |               |               |     |    |        |         |
| Dubaj             | Premier 5/Premier | Kat. 2        | A             | A             | A             | P             | P             | P             | A             | P             | 3R            | P             | 3R            | P             | 2R            | 500           | LQ            | A   | LQ | 0 / 3  | 5 – 3   |
| Doha              | Premier 5/Premier | A             | NH            | NH            | P             | LQ            | A             | 1R            | P             | 1R            | P             | 2R            | P             | 1R            | 500           | A             | 500           | A   | A  | 0 / 4  | 1 – 4   |
| Indian Wells      | Premier Mandatory | A             | A             | A             | A             | A             | 1R            | 2R            | 1R            | 2R            | SF            | 3R            | 2R            | NH            | A             | A             | A             | A   |    | 0 / 7  | 7 – 7   |
| Miami             | Premier Mandatory | A             | A             | A             | A             | A             | 2R            | 1R            | 3R            | 2R            | 2R            | 2R            | 1R            | NH            | 1R            | A             | A             | A   |    | 0 / 8  | 3 – 8   |
| Madryt            | Premier Mandatory | NH            | A             | A             | A             | A             | 2R            | 1R            | A             | 1R            | F             | 3R            | 2R            | NH            | 1R            | LQ            | LQ            | A   |    | 0 / 7  | 9 – 7   |
| Rzym              | Premier 5         | A             | A             | A             | A             | A             | 1R            | LQ            | 2R            | 1R            | 1R            | 1R            | QF            | A             | 2R            | A             | LQ            | A   |    | 0 / 7  | 5 – 7   |
| Montreal/Toronto  | Premier 5         | A             | A             | A             | A             | LQ            | 1R            | LQ            | 1R            | 1R            | 1R            | 1R            | 1R            | NH            | A             | A             | A             | LQ  |    | 0 / 6  | 0 – 6   |
| Cincinnati        | Premier 5         | Kat. 3        | A             | A             | A             | A             | 1R            | LQ            | 2R            | 2R            | 1R            | 3R            | LQ            | 2R            | LQ            | A             | A             | A   |    | 0 / 6  | 5 – 6   |
| Tokio/ Wuhan      | Premier 5         | A             | A             | A             | A             | A             | 1R            | LQ            | 3R            | 2R            | 1R            | 1R            | 1R            | Nie rozegrano | Nie rozegrano | Nie rozegrano | Nie rozegrano | A   |    | 0 / 6  | 3 – 6   |
| Pekin             | Premier Mandatory | NH            | A             | A             | A             | A             | 1R            | LQ            | 1R            | 2R            | 1R            | 1R            | 2R            | Nie rozegrano | Nie rozegrano | Nie rozegrano | A             | A   |    | 0 / 6  | 2 – 6   |
| Guadalajara       | –                 | Nie rozegrano | Nie rozegrano | Nie rozegrano | Nie rozegrano | Nie rozegrano | Nie rozegrano | Nie rozegrano | Nie rozegrano | Nie rozegrano | Nie rozegrano | Nie rozegrano | Nie rozegrano | Nie rozegrano | Nie rozegrano | A             | 1R            | 500 |    | 0 / 1  | 0 – 1   |
|                   |                   |               |               |               |               |               |               |               |               |               |               |               |               |               |               |               |               |     |    | 0 / 61 | 40 – 61 |

### W grze podwójnej
| Turniej                    | Kategoria w latach 2009–2020 | 2008                       | 2009                       | 2010                       | 2011                       | 2012                       | 2013                       | 2014                       | 2015                       | 2016                       | 2017                       | 2018                       | 2019                       | 2020                       | 2021                       | 2022                       | 2023                       | 2024                       | 2025                       | Tytuły                     | Z–Pa                       |                            |                            |                            |                            |                            |                            |
| Mistrzostwa kończące sezon | Mistrzostwa kończące sezon   | Mistrzostwa kończące sezon | Mistrzostwa kończące sezon | Mistrzostwa kończące sezon | Mistrzostwa kończące sezon | Mistrzostwa kończące sezon | Mistrzostwa kończące sezon | Mistrzostwa kończące sezon | Mistrzostwa kończące sezon | Mistrzostwa kończące sezon | Mistrzostwa kończące sezon | Mistrzostwa kończące sezon | Mistrzostwa kończące sezon | Mistrzostwa kończące sezon | Mistrzostwa kończące sezon | Mistrzostwa kończące sezon | Mistrzostwa kończące sezon | Mistrzostwa kończące sezon | Mistrzostwa kończące sezon | Mistrzostwa kończące sezon | Mistrzostwa kończące sezon | Mistrzostwa kończące sezon | Mistrzostwa kończące sezon | Mistrzostwa kończące sezon | Mistrzostwa kończące sezon | Mistrzostwa kończące sezon | Mistrzostwa kończące sezon |
| -------------------------- | ---------------------------- | -------------------------- | -------------------------- | -------------------------- | -------------------------- | -------------------------- | -------------------------- | -------------------------- | -------------------------- | -------------------------- | -------------------------- | -------------------------- | -------------------------- | -------------------------- | -------------------------- | -------------------------- | -------------------------- | -------------------------- | -------------------------- | -------------------------- | -------------------------- | -------------------------- | -------------------------- | -------------------------- | -------------------------- | -------------------------- | -------------------------- |
| WTA Finals                 | WTA Finals                   | A                          | A                          | A                          | A                          | A                          | A                          | A                          | RR                         | SF                         | A                          | W                          | W                          | NH                         | A                          | Alt                        | A                          | A                          |                            | 2 / 4                      | 10 – 3                     |                            |                            |                            |                            |                            |                            |
| Turnieje WTA 1000          |                              |                            |                            |                            |                            |                            |                            |                            |                            |                            |                            |                            |                            |                            |                            |                            |                            |                            |                            |                            |                            |                            |                            |                            |                            |                            |                            |
| Dubaj                      | Premier 5/Premier            | Kat. 2                     | A                          | A                          | A                          | P                          | P                          | P                          | W                          | P                          | QF                         | P                          | 2R                         | P                          | A                          | 500                        | 2R                         | QF                         | SF                         | 1 / 6                      | 11 – 5                     |                            |                            |                            |                            |                            |                            |
| Doha                       | Premier 5/Premier            | A                          | NH                         | NH                         | P                          | QF                         | A                          | 1R                         | P                          | 2R                         | P                          | QF                         | P                          | SF                         | 500                        | A                          | 500                        | 1R                         | 1R                         | 0 / 7                      | 5 – 7                      |                            |                            |                            |                            |                            |                            |
| Indian Wells               | Premier Mandatory            | A                          | A                          | A                          | A                          | 1R                         | 1R                         | 2R                         | 1R                         | A                          | QF                         | SF                         | 1R                         | NH                         | A                          | A                          | A                          | A                          |                            | 0 / 7                      | 6 – 7                      |                            |                            |                            |                            |                            |                            |
| Miami                      | Premier Mandatory            | A                          | A                          | A                          | A                          | A                          | 1R                         | 1R                         | SF                         | 1R                         | QF                         | 1R                         | 1R                         | NH                         | A                          | A                          | 1R                         | A                          |                            | 0 / 8                      | 5 – 8                      |                            |                            |                            |                            |                            |                            |
| Madryt                     | Premier Mandatory            | NH                         | A                          | A                          | A                          | A                          | SF                         | 1R                         | SF                         | W                          | 1R                         | F                          | A                          | NH                         | A                          | A                          | A                          | A                          |                            | 1 / 6                      | 14 – 5                     |                            |                            |                            |                            |                            |                            |
| Rzym                       | Premier 5                    | A                          | A                          | A                          | A                          | A                          | 2R                         | 2R                         | W                          | QF                         | 1R                         | QF                         | A                          | A                          | F                          | A                          | A                          | A                          |                            | 1 / 7                      | 12 – 6                     |                            |                            |                            |                            |                            |                            |
| Montreal/Toronto           | Premier 5                    | A                          | A                          | A                          | A                          | W                          | 1R                         | 1R                         | SF                         | QF                         | 1R                         | QF                         | A                          | NH                         | A                          | A                          | A                          | QF                         |                            | 1 / 8                      | 11 – 7                     |                            |                            |                            |                            |                            |                            |
| Cincinnati                 | Premier 5                    | Kat. 3                     | A                          | A                          | A                          | A                          | 1R                         | F                          | QF                         | 2R                         | 2R                         | QF                         | QF                         | A                          | A                          | A                          | A                          | A                          |                            | 0 / 7                      | 9 – 7                      |                            |                            |                            |                            |                            |                            |
| Tokio/ Wuhan               | Premier 5                    | A                          | A                          | A                          | A                          | A                          | 1R                         | 2R                         | 2R                         | 2R                         | A                          | QF                         | A                          | Nie rozegrano              | Nie rozegrano              | Nie rozegrano              | Nie rozegrano              | A                          |                            | 0 / 5                      | 2 – 5                      |                            |                            |                            |                            |                            |                            |
| Pekin                      | Premier Mandatory            | A                          | A                          | A                          | A                          | A                          | QF                         | SF                         | QF                         | F                          | A                          | QF                         | QF                         | Nie rozegrano              | Nie rozegrano              | Nie rozegrano              | 2R                         | A                          |                            | 0 / 7                      | 12 – 7                     |                            |                            |                            |                            |                            |                            |
| Guadalajara                | –                            | Nie rozegrano              | Nie rozegrano              | Nie rozegrano              | Nie rozegrano              | Nie rozegrano              | Nie rozegrano              | Nie rozegrano              | Nie rozegrano              | Nie rozegrano              | Nie rozegrano              | Nie rozegrano              | Nie rozegrano              | Nie rozegrano              | Nie rozegrano              | A                          | 2R                         | 500                        |                            | 0 / 1                      | 1 – 1                      |                            |                            |                            |                            |                            |                            |
|                            |                              |                            |                            |                            |                            |                            |                            |                            |                            |                            |                            |                            |                            |                            |                            |                            |                            |                            |                            | 4 / 70                     | 88 – 65                    |                            |                            |                            |                            |                            |                            |

## Finały turniejów ITF
| turnieje z pulą nagród 100 000 $ (W100)  |
| turnieje z pulą nagród 75/80 000 $ (W80) |
| turnieje z pulą nagród 50/60 000 $ (W75) |
| turnieje z pulą nagród 40 000 $ (W50)    |
| turnieje z pulą nagród 25 000 $ (W35)    |
| turnieje z pulą nagród 15 000 $ (W15)    |
| turnieje z pulą nagród 10 000 $          |

### Gra pojedyncza 11 (6–5)
| Rezultat     |    | Data       | Turniej         | ($)     | Naw.          | Przeciwniczka           | Wynik            |
| Finalistka   | 1. | 12/04/2009 | Foggia          | 10 000  | Ceglana       | Anna Korzeniak          | 3:6, 1:6         |
| Zwyciężczyni | 1. | 06/02/2011 | Sutton          | 25 000  | Twarda        | Mona Barthel            | 6:3, 1:6, 6:2    |
| Zwyciężczyni | 2. | 13/02/2011 | Sztokholm       | 25 000  | Twarda (hala) | Arantxa Rus             | 6:3, 6:4         |
| Zwyciężczyni | 3. | 19/06/2011 | Padwa           | 25 000  | Ceglana       | Karin Knapp             | 3:6, 6:4, 6:0    |
| Finalistka   | 2. | 03/12/2011 | Dubaj           | 75 000  | Twarda        | Noppawan Lertcheewakarn | 5:7, 4:6         |
| Zwyciężczyni | 4. | 25/12/2011 | Ankara          | 50 000  | Twarda        | Walerija Sawinych       | 7:5, 5:7, 6:1    |
| Zwyciężczyni | 5. | 12/06/2022 | Caserta         | 60 000  | Ceglana       | Camilla Rosatello       | 6:4, 4:6, 7:6(3) |
| Zwyciężczyni | 6. | 16/10/2022 | Monastyr        | 60 000  | Twarda        | Tamara Zidanšek         | 6:1, 3:6, 7:5    |
| Finalistka   | 3. | 23/07/2023 | Porto           | 40 000  | Twarda        | Izabełła Szinikowa      | 4:6, 5:7         |
| Finalistka   | 4. | 03/12/2023 | Trnawa          | 60 000  | Twarda (hala) | Arina Rodionowa         | 6:7(1), 7:5, 1:6 |
| Finalistka   | 5. | 28/07/2024 | Figueira da Foz | 100 000 | Twarda        | Anastasija Zacharowa    | 2:6, 1:6         |

### Gra podwójna 14 (12–2)
| Rezultat     |     | Data       | Turniej        | ($)       | Naw.            | Partnerka             | Przeciwniczki                       | Wynik          |
| Zwyciężczyni | 1.  | 10/04/2009 | San Severo     | 10 000    | Dywanowa (hala) | Marlot Meddens        | Anastasia Grymalska Lara Meccico    | 7:6(3), 6:0    |
| Finalistka   | 1.  | 2/05/2010  | Cagnes-sur-Mer | 100 000   | Ceglana         | Stéphanie Cohen-Aloro | Mervana Jugić-Salkić Darija Jurak   | 6:0, 2:6, 5–10 |
| Finalistka   | 2.  | 2/10/2010  | Helsinki       | 25 000    | Twarda (hala)   | Julija Bejhelzimer    | Kiki Bertens Richèl Hogenkamp       | 3:6, 5:7       |
| Zwyciężczyni | 2.  | 15/04/2011 | Casablanca     | 25 000    | Ceglana         | Sandra Klemenschits   | Katarzyna Piter Magda Linette       | 6:3, 3:6, 10–8 |
| Zwyciężczyni | 3.  | 17/06/2011 | Padwa          | 25 000    | Ceglna          | Katarzyna Piter       | Iryna Buriaczok Réka Luca Jani      | 6:4, 6:3       |
| Zwyciężczyni | 4.  | 23/10/2011 | Glasgow        | 25 000    | Twarda (hala)   | Emma Laine            | Yvonne Meusburger Stephanie Vogt    | 6:2, 6:4       |
| Zwyciężczyni | 5.  | 6/11/2011  | Nantes         | 50 000    | Twarda          | Stéphanie Foretz      | Julie Coin Eva Hrdinová             | 6:0, 6:4       |
| Zwyciężczyni | 6.  | 13/11/2011 | Zawada         | 25 000    | Dywanowa (hala) | Naomi Broady          | Paula Kania Magda Linette           | 7:6(5), 6:4    |
| Zwyciężczyni | 7.  | 20/11/2011 | Bratysława     | 25 000    | Twarda          | Naomi Broady          | Karolína Plíšková Kristýna Plíšková | 5:7, 6:4, 10–2 |
| Zwyciężczyni | 8.  | 11/12/2022 | Dubaj          | 100 000+H | Twarda          | Tímea Babos           | Magdalena Fręch Kateryna Wołodko    | 6:1, 6:3       |
| Zwyciężczyni | 9.  | 08/07/2023 | Haga           | 40 000    | Ceglana         | Arantxa Rus           | Jasmijn Gimbrère Isabelle Haverlag  | 6:4, 6:0       |
| Zwyciężczyni | 10. | 21/10/2023 | Shenzhen       | 100 000   | Twarda          | Moyuka Uchijima       | Tímea Babos Kateryna Wołodko        | 6:2, 7:5       |
| Zwyciężczyni | 11. | 16/03/2024 | Alaminos       | 25 000    | Ceglana         | Tena Lukas            | Francesca Curmi Cristina Dinu       | 6:4, 7:5       |
| Zwyciężczyni | 12. | 21/06/2024 | Ilkley         | 100 000   | Trawiasta       | Elena-Gabriela Ruse   | Quinn Gleason Tang Qianhui          | 6:2, 6:2       |

## Występy w igrzyskach olimpijskich

### Gra pojedyncza
| Runda                                                                            | Przeciwniczka                       | Wynik               |
| -------------------------------------------------------------------------------- | ----------------------------------- | ------------------- |
|                                                                                  |                                     |                     |
| Letnie Igrzyska Olimpijskie w Rio de Janeiro 2016, reprezentując państwo Francja |                                     |                     |
| I runda                                                                          | Serbia: Aleksandra Krunić           | 6:1, 6:4            |
| II runda                                                                         | Stany Zjednoczone: Madison Keys [7] | 5:7, 7:6(4), 6:7(5) |
|                                                                                  |                                     |                     |
| Letnie Igrzyska Olimpijskie w Tokio 2020, reprezentując państwo Francja          |                                     |                     |
| I runda                                                                          | Hiszpania: Paula Badosa             | 7:6(4), 3:6, 0:6    |

### Gra podwójna
| Runda                                                                            | Partnerka           | Przeciwniczki                             | Wynik             |
| -------------------------------------------------------------------------------- | ------------------- | ----------------------------------------- | ----------------- |
|                                                                                  |                     |                                           |                   |
| Letnie Igrzyska Olimpijskie w Londynie 2012, reprezentując państwo Francja       |                     |                                           |                   |
| I runda                                                                          | Alizé Cornet        | Chiny: Peng Shuai / Zheng Jie             | 1:6, 7:6(3), 3:6  |
|                                                                                  |                     |                                           |                   |
| Letnie Igrzyska Olimpijskie w Rio de Janeiro 2016, reprezentując państwo Francja |                     |                                           |                   |
| I runda                                                                          | Caroline Garcia [2] | Japonia: Misaki Doi / Eri Hozumi          | 0:6, 6:0, 4:6     |
|                                                                                  |                     |                                           |                   |
| Letnie Igrzyska Olimpijskie w Tokio 2020, reprezentując państwo Francja          |                     |                                           |                   |
| I runda                                                                          | Caroline Garcia     | Holandia: Kiki Bertens / Demi Schuurs [2] | 6:7(4), 7:5, 9–11 |

### Gra mieszana
| Runda                                                                            | Partner                   | Przeciwnicy                                                  | Wynik          |
| -------------------------------------------------------------------------------- | ------------------------- | ------------------------------------------------------------ | -------------- |
|                                                                                  |                           |                                                              |                |
| Letnie Igrzyska Olimpijskie w Rio de Janeiro 2016, reprezentując państwo Francja |                           |                                                              |                |
| I runda                                                                          | Pierre-Hugues Herbert [2] | Włochy: Roberta Vinci / Fabio Fognini                        | 4:6, 6:3, 8–10 |
|                                                                                  |                           |                                                              |                |
| Letnie Igrzyska Olimpijskie w Tokio 2020, reprezentując państwo Francja          |                           |                                                              |                |
| I runda                                                                          | Nicolas Mahut [1]         | Rosyjski Komitet Olimpijski: Jelena Wiesnina / Asłan Karacew | 4:6, 2:6       |

## Finały juniorskich turniejów wielkoszlemowych

### Gra pojedyncza (2)
| Końcowy wynik | Rok  | Turniej     | Nawierzchnia | Przeciwniczka           | Wynik finału  |
| Zwyciężczyni  | 2009 | French Open | Ceglana      | Darja Gawriłowa         | 6:3, 6:2      |
| Finalistka    | 2009 | Wimbledon   | Trawiasta    | Noppawan Lertcheewakarn | 6:3, 3:6, 1:6 |

### Gra podwójna (1)
| Końcowy wynik | Rok  | Turniej   | Nawierzchnia | Partnerka     | Przeciwniczki                       | Wynik finału |
| Finalistka    | 2009 | Wimbledon | Trawiasta    | Silvia Njirić | Noppawan Lertcheewakarn Sally Peers | 1:6, 1:6     |